# Ángel Servetti
Ángel Servetti Ares ist ein uruguayischer Politiker.
Servetti, der der Partido Colorado angehört, hatte vom 26. Oktober 1971 bis zum 28. Februar 1972 das Amt des Direktors des nationalen Haushalts- und Planungsbüros (OPP) inne. Vom 31. Oktober 1972 bis zum 11. Juli 1973 leitete er das uruguayische Bauministerium (Ministerio de Obras Públicas (MOP)).